# Funcția zeta Ihara
În matematică funcția zeta Ihara este o funcție asociată cu un graf finit. Seamănă cu funcția zeta Selberg și este folosită pentru a lega drumurile închise cu spectrul matricei de adiacență. Funcția zeta Ihara a fost definită pentru prima dată de Yasutaka Ihara în anii 1960 în contextul subgrupurilor discrete de două câte două numere p-adic⁠(d) din grupul liniar special⁠(d). Jean-Pierre Serre a sugerat în cartea sa Trees (în română Arbori) că definiția originală a lui Ihara poate fi reinterpretată conform teoriei grafurilor. Toshikazu Sunada a fost cel care a pus această sugestie în practică în 1985. După cum a observat Sunada, un graf regulat este un graf Ramanujan⁠(d) dacă și numai dacă funcția sa zeta Ihara satisface un analog al ipotezei Riemann.

## Definiție
Funcția zeta Ihara este definită ca prelungirea analitică⁠(d) a produsului infinit
{\displaystyle \zeta _{G}\left(u\right)=\prod _{p}{\frac {1}{1-u^{\mathrm {L} (p)}}}}
Produsul din definiție este aplicabil pe toate geodezicele închise p ale grafului {\displaystyle G=(V,E)}, unde geodezicele care diferă doar printr-o deplasare circulară sunt considerate egale. O geodezică închisă p pe G (cunoscută în teoria grafurilor ca „drum închis”) este un șir finit de noduri {\displaystyle p=(v_{0},\ldots ,v_{k-1})} astfel încât
{\displaystyle (v_{i},v_{(i+1){\bmod {k}}})\in E,}
{\displaystyle v_{i}\neq v_{(i+2){\bmod {k}}}.}
Numărul întreg k este lungimea {\displaystyle L(p)} a lui p. Geodezica închisă p este primă dacă nu poate fi obținută prin repetarea de m ori a unei geodezice închise, pentru un m > 1 întreg.
Aceasta este formularea lui Sunada.

## Formula lui Ihara
Ihara (și Sunada în teoria grafurilor) au arătat că pentru grafurile regulate funcția zeta este o funcție rațională. Dacă G este un graf (q+1)-regulat cu matricea de adiacență A atunci
{\displaystyle \zeta _{G}(u)={\frac {1}{(1-u^{2})^{r(G)-1}\det(I-Au+qu^{2}I)}}\ }
unde {\displaystyle r(G)} este rangul⁠(d) lui G. Dacă G este conex și are n noduri, {\displaystyle r(G)-1=(q-1)n/2}.
Funcția zeta Ihara este de fapt întotdeauna reciproca unui polinom de graf:
{\displaystyle \zeta _{G}(u)={\frac {1}{\det(I-Tu)}}~,}
unde T este operatorul de adiacență al lui Ki-ichiro Hashimoto.

## Aplicații
Funcția zeta Ihara joacă un rol important în studiul grupurilor libere⁠(d), a teoriei spectrale a grafurilor⁠(d) și a sistemelor dinamice, în special a dinamicii simbolice, unde funcția zeta Ihara este un exemplu de funcție zeta Ruelle.